# Timothy B. Schmit
Timothy B. Schmit (* 30. října 1947 Oakland) je americký zpěvák, baskytarista a kytarista. Koncem šedesátých let byl členem kapely Glad, s níž vydal desku Feelin' Glad (1968). V letech 1969 až 1977 byl členem kapely Poco. V sedmdesátých letech se coby vokalista podílel na třech albech kapely Steely Dan. V roce 1977 nahradil Randyho Meisnera v kapele Eagles. Během své kariéry spolupracoval s mnoha dalšími hudebníky, mezi něž patří například Bob Seger, Don Felder či čtveřice Crosby, Stills, Nash & Young. Své první sólové album nazvané Playin' It Cool vydal v roce 1984. Později následovalo několik dalších.